# Hung Gar
Hung Gar - południowy, uznawany za jeden z najtwardszych, styl chińskiego wushu.
Miał zostać opracowany w XVIII wieku przez fujiańskiego kupca herbacianego Hung Hay-kwuna (洪熙官, standardowy język mandaryński: Hong Xiguan, kant. Hung Hei-gun), ucznia mnicha, mistrza stylu tygrysa, jednego z nielicznych, którzy przeżyli zniszczenie klasztoru Shaolin. Na podstawie stylu swego nauczyciela, Hung stworzył nowy styl, charakteryzujący się walką w wysokiej pozycji. W trakcie rozwoju, pozycja uległa obniżeniu i w skład stylu weszły też techniki o większym zasięgu, pochodzące ze wariantu Stylu Lamy, szkoły Białego Żurawia, a także techniki stylów Smoka i Węża. W stylu istnieją warianty walki z bronią i bez niej.
Nazwa stylu oznacza dosłownie "rodzina Hong"; inne warianty nazwy to "boks/pięść rodziny Hong" (chiń. upr. 洪家拳; pinyin hóngjiāquán, kant. hung4 gaa1 kyun4) lub "boks Hong" (chiń. upr. 洪拳; pinyin hóngquán, kant. hung4 kyun4).